# Bladsteklar
Bladsteklar eller sågsteklar (Tenthredinidae) är en familj i underordningen växtsteklar bland insekterna som omfattar cirka 9 000 arter.
Namnet sågsteklar kommer från ett kort äggläggningsrör, som honorna bär i en insänkning på undre sidan av bakkroppens spets och vars båda sidohälfter i undre kanten är försedd med sågtänder. Med detta redskap skär honorna skåror i de blad eller knoppar, i vilka de senare anbringar sina ägg.
Dessa steklar är omkring 10 millimeter stora insekter med brett huvud och en nedplattad kropp samt mjukt kroppshölje. Antennerna är raka, men växlande i form. De är ibland långa och trådlika och ibland korta och försedda med klubba i spetsen eller kamtandade. Dessa steklar är tröga flygare, som ofta träffas stillasittande på blad eller blommor. Några arter jagar små insekter eller livnär sig av nektar. 
Larverna lever oftast fritt på bladen, stundom i stora sällskap, och liknar mycket små fjärilslarver. Många larver är färgade och utrustade såväl med 3 par korta bröstfötter som med ett antal bakre fotpar liknande fjärilslarvernas. Larverna har på varje sida om huvudet bara ett enda stort punktöga.
Många sågsteklar är svåra skadedjur på såväl barr- som lövträd och buskar.